# Llebre de mar negra
La llebre de mar negra (Aplysia fasciata) és una espècie de mol·lusc gastròpode marí de la família Aplysiidae.

## Morfologia
Poden arribar a fer fins a 40 cm de llargada. El color normalment és negre o marró fosc amb una línia vermell o taronja.

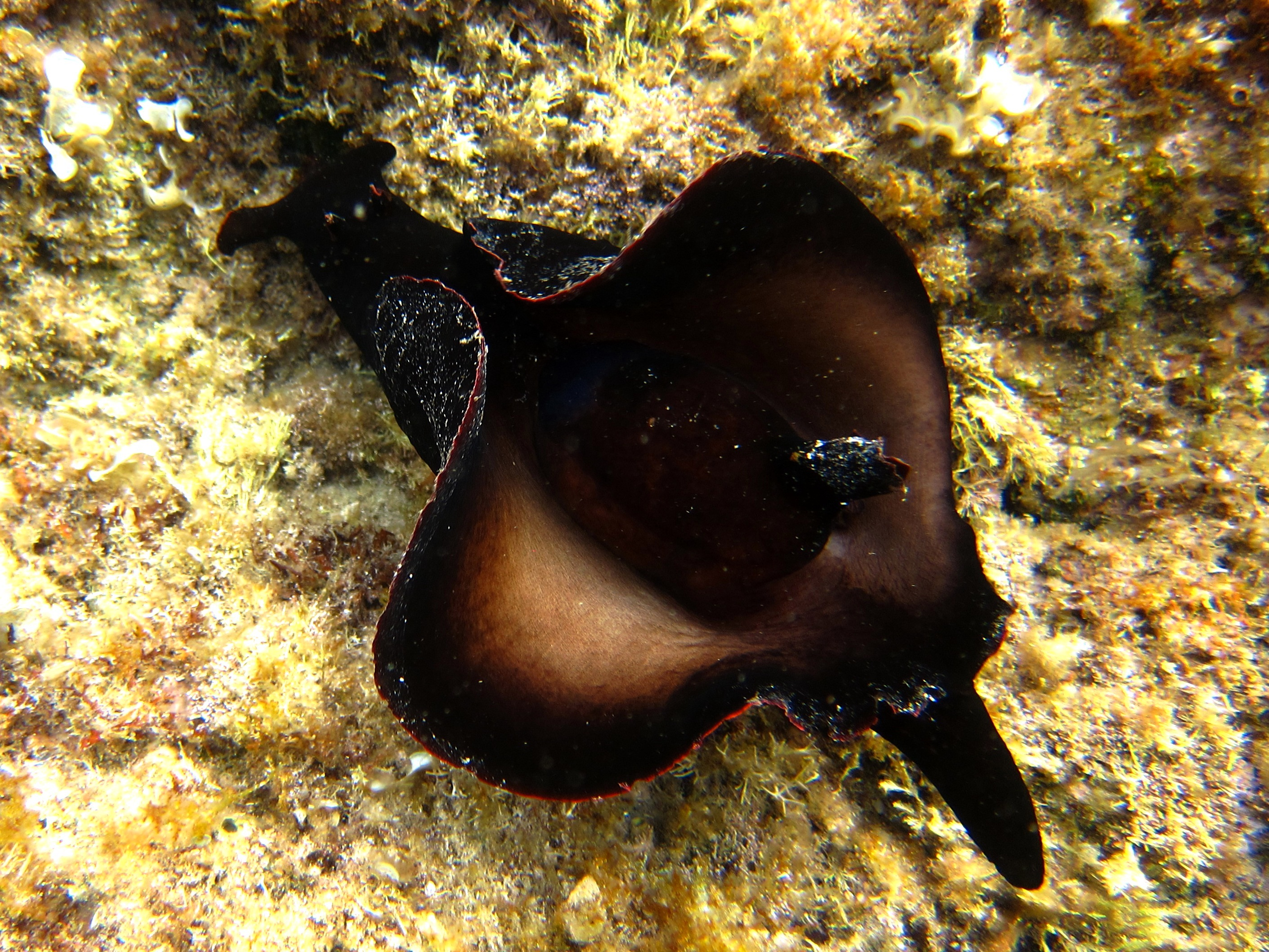
Exemplar nedant a la Costa brava.
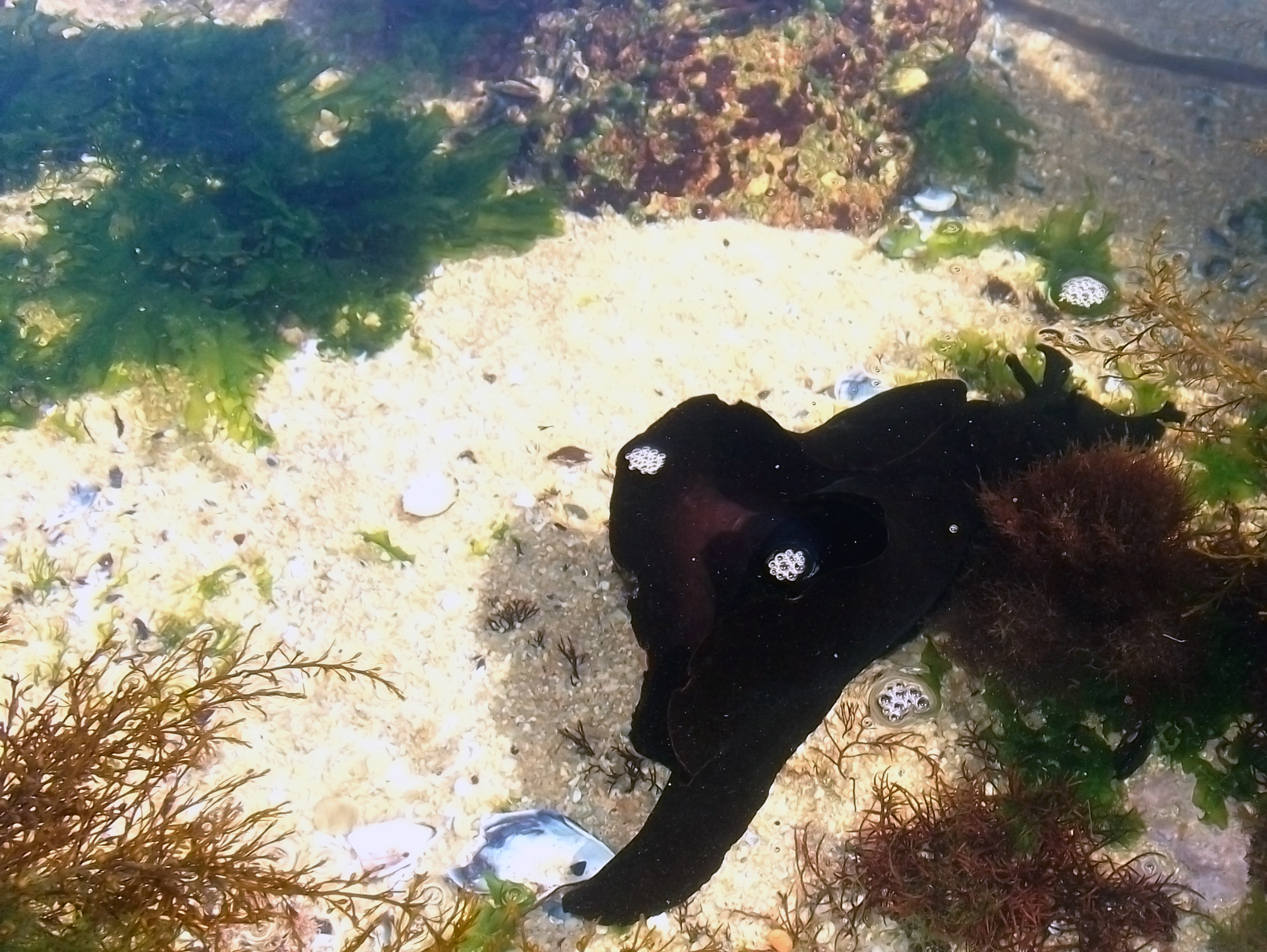
Llebre de mar nedant en un toll d'aigua creat per la marea a Póvoa de Varzim, Portugal

## Alimentació
Són herbivors, s'alimenten d'algues 